# Карсон-Сіті
Ка́рсон-Сі́ті (англ. Carson City) — місто (англ. city) на заході США, адміністративний центр штату Невада. Населення — 58 639 осіб (2020).

## Географія
Карсон-Сіті розташований за координатами 39°9′12″ пн. ш. 119°44′36″ зх. д. / 39.15333° пн. ш. 119.74333° зх. д. (39.153447, -119.743442).  За даними Бюро перепису населення США в 2010 році місто мало площу 407,26 км², з яких 374,67 км² — суходіл та 32,59 км² — водойми.

### Клімат
| Клімат : Карсон-Сіті                  | Клімат : Карсон-Сіті | Клімат : Карсон-Сіті | Клімат : Карсон-Сіті | Клімат : Карсон-Сіті | Клімат : Карсон-Сіті | Клімат : Карсон-Сіті | Клімат : Карсон-Сіті | Клімат : Карсон-Сіті | Клімат : Карсон-Сіті | Клімат : Карсон-Сіті | Клімат : Карсон-Сіті | Клімат : Карсон-Сіті | Клімат : Карсон-Сіті |
| Показник                              | Січ.                 | Лют.                 | Бер.                 | Квіт.                | Трав.                | Черв.                | Лип.                 | Серп.                | Вер.                 | Жовт.                | Лист.                | Груд.                | Рік                  |
| Абсолютний максимум, °C               | 22,2                 | 24,4                 | 27,2                 | 31,1                 | 34,4                 | 38,3                 | 41,7                 | 40,6                 | 39,4                 | 33,9                 | 26,1                 | 23,9                 | 41,7                 |
| Середній максимум, °C                 | 7,3                  | 9,9                  | 13,7                 | 17,1                 | 21,9                 | 27,3                 | 32,0                 | 31,1                 | 26,9                 | 19,9                 | 12,4                 | 7,2                  | 18,9                 |
| Середня температура, °C               | 0,8                  | 3,1                  | 6,3                  | 9,1                  | 13,4                 | 17,8                 | 21,6                 | 20,7                 | 16,6                 | 10,7                 | 4,8                  | 0,8                  | 10,5                 |
| Середній мінімум, °C                  | −5,7                 | −3,7                 | −1,2                 | 1,1                  | 4,9                  | 8,4                  | 11,2                 | 10,3                 | 6,3                  | 1,4                  | −2,7                 | −5,6                 | 2,1                  |
| Абсолютний мінімум, °C                | −32,8                | −30                  | −20,6                | −16,1                | −7,8                 | −3,9                 | 0,6                  | −3,3                 | −8,3                 | −14,4                | −20,6                | −32,2                | −32,8                |
| Норма опадів, мм                      | 40                   | 38                   | 29                   | 11                   | 11                   | 10                   | 5                    | 5                    | 10                   | 20                   | 30                   | 36                   | 245                  |
| Днів з опадами                        | 6,3                  | 5,7                  | 5,1                  | 3,4                  | 3,1                  | 2,3                  | 1,1                  | 1,4                  | 1,9                  | 3,3                  | 4,1                  | 5,1                  | 42,6                 |
| Днів зі снігом                        | 1,4                  | 1,2                  | 0,9                  | 0,1                  | 0                    | 0                    | 0                    | 0                    | 0                    | 0                    | 0,5                  | 1,1                  | 5,4                  |
| ------------------------------------- | -------------------- | -------------------- | -------------------- | -------------------- | -------------------- | -------------------- | -------------------- | -------------------- | -------------------- | -------------------- | -------------------- | -------------------- | -------------------- |
| Джерело: NOAA (extremes 1893–present) |                      |                      |                      |                      |                      |                      |                      |                      |                      |                      |                      |                      |                      |

## Демографія
Згідно з переписом 2010 року, у місті мешкали 55 274 особи в 21 427 домогосподарствах у складі 13 311 родини. Густота населення становила 136 осіб/км².  Було 23534 помешкання (58/км²). 
Расовий склад населення:
| - 81,1 % — білих - 2,4 % — корінних американців - 2,1 % — азіатів - 1,9 % — чорних або афроамериканців - 0,2 % — вихідців з тихоокеанських островів - 9,4 % — осіб інших рас |

До двох чи більше рас належало 2,9 %. Іспаномовні складали 21,3 % від усіх жителів.
За віковим діапазоном населення розподілялося таким чином: 21,4 % — особи молодші 18 років, 62,1 % — особи у віці 18—64 років, 16,5 % — особи у віці 65 років та старші. Медіана віку мешканця становила 41,7 року. На 100 осіб жіночої статі у місті припадало 107,9 чоловіків;  на 100 жінок у віці від 18 років та старших — 108,7 чоловіків також старших 18 років.
Середній дохід на одне домашнє господарство  становив 63 449 доларів США (медіана — 47 668), а середній дохід на одну сім'ю — 74 892 долари (медіана — 58 947). Медіана доходів становила 43 170 доларів для чоловіків та 34 998 доларів для жінок. За межею бідності перебувало 16,8 % осіб, у тому числі 25,5 % дітей у віці до 18 років та 9,8 % осіб у віці 65 років та старших.
Цивільне працевлаштоване населення становило 23 603 особи. Основні галузі зайнятості: освіта, охорона здоров'я та соціальна допомога — 16,5 %, мистецтво, розваги та відпочинок — 16,3 %, публічна адміністрація — 14,5 %, роздрібна торгівля — 13,1 %.

## Економіка
Більше половини економічно активного населення зайнятих у державному секторі. 
Найбільші роботодавці міста:
- уряд штату Невада
- Шкільний округ Карсон-Сіті
- Госпіталь Карсон-Тахо
- Адміністрація міста
- Коледж Західної Невади

Золоті та срібні родовища, що дали життя місту, на даний момент практично повністю вироблені. Важливу роль в економіці Карсон-Сіті грає туризм, чудові пейзажі гір Сьєрра-Невада  і пляжі озера Тахо приваблюють сотні тисяч відпочивальників щорічно.